# Route Jacques-Cœur
La route Jacques Cœur est une route touristique française située dans les départements du Cher et du Loiret (région Centre-Val de Loire).
La route emprunte les territoires de l'ancienne province de Berry et des régions naturelles du Pays-Fort, de Sologne et du Giennois.
L'itinéraire a d'abord porté le nom de circuit des châteaux du cœur de la France.

## Présentation

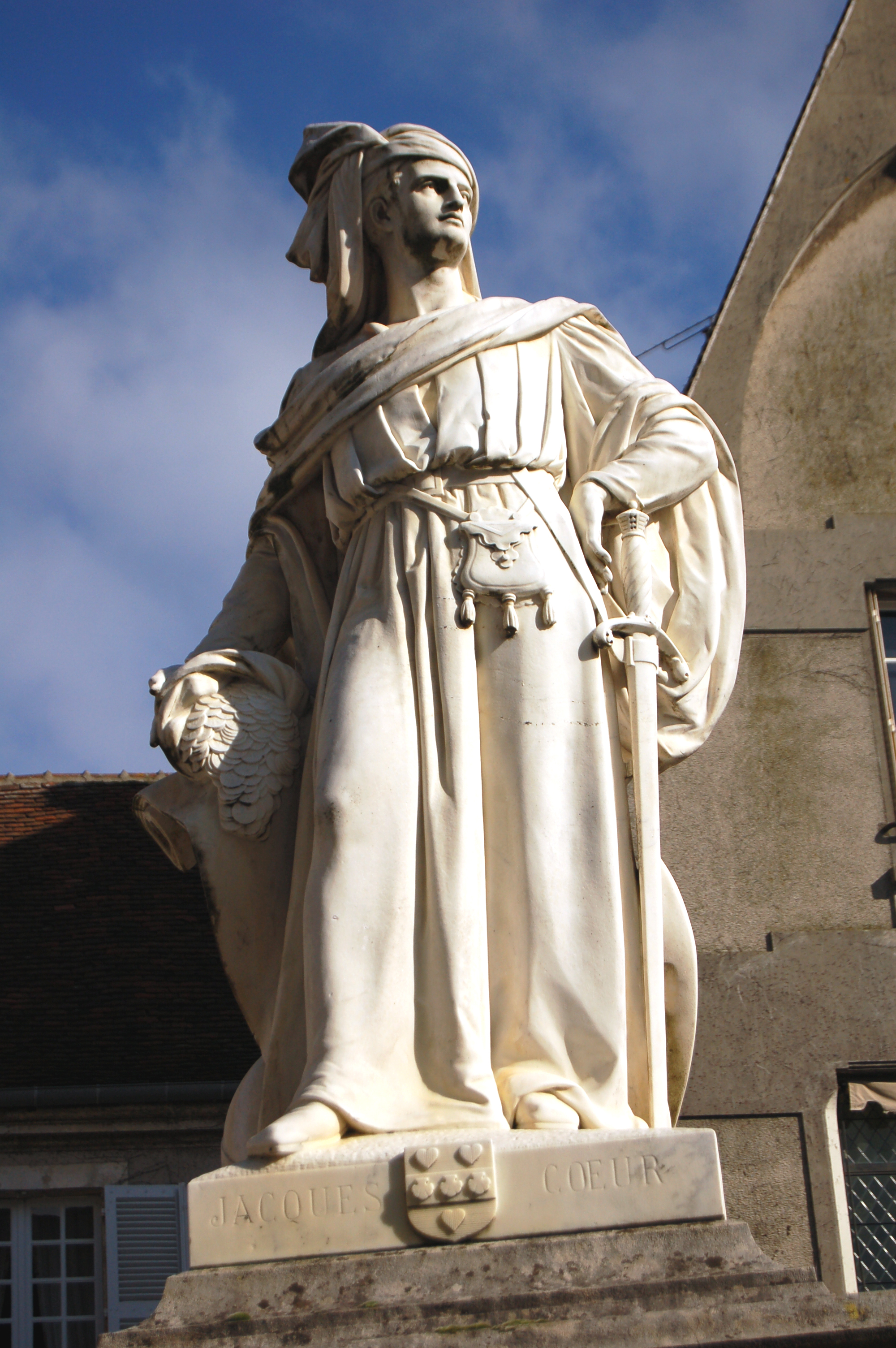
La statue de Jacques Cœur à Bourges

La route a été créée en 1954. Elle doit son nom au banquier, négociant et armateur Jacques Cœur né à Bourges vers 1400. En 1439, il devient grand argentier du royaume de France sous Charles VII. Il meurt en 1456.
L'itinéraire débute dans le département du Cher, sur la route départementale 997, à Culan puis suit le cours de la rivière Arnon au nord est.
En remontant vers le nord, on trouve successivement le château d'Ainay-le-Vieil, les vestiges gallo-romains de Drevant, les deux musées de Saint-Amand-Montrond, l'abbaye cistercienne de Noirlac à Bruère-Allichamps, le château de Meillant, le musée du canal de Berry et le beffroi de Dun-sur-Auron.
L'escale à Bourges, préfecture du Cher, permet notamment les visites du palais Jacques Cœur et de la cathédrale Saint-Étienne.
Au château de Maupas à Morogues, l'itinéraire oblique vers l'est et Menetou-Salon tandis que depuis 2009, une antenne de la route permet de rejoindre Sancerre et son vignoble vers l'ouest.
À La Chapelle-d'Angillon, la route pénètre dans la région naturelle du Pays-Fort ; se succèdent alors les châteaux de La Verrerie à Oizon, d'Aubigny-sur-Nère et le musée des métiers d'Argent-sur-Sauldre.
L'itinéraire rejoint le département du Loiret à Coullons puis s'achève en rejoignant la Loire à Gien.

## L'association

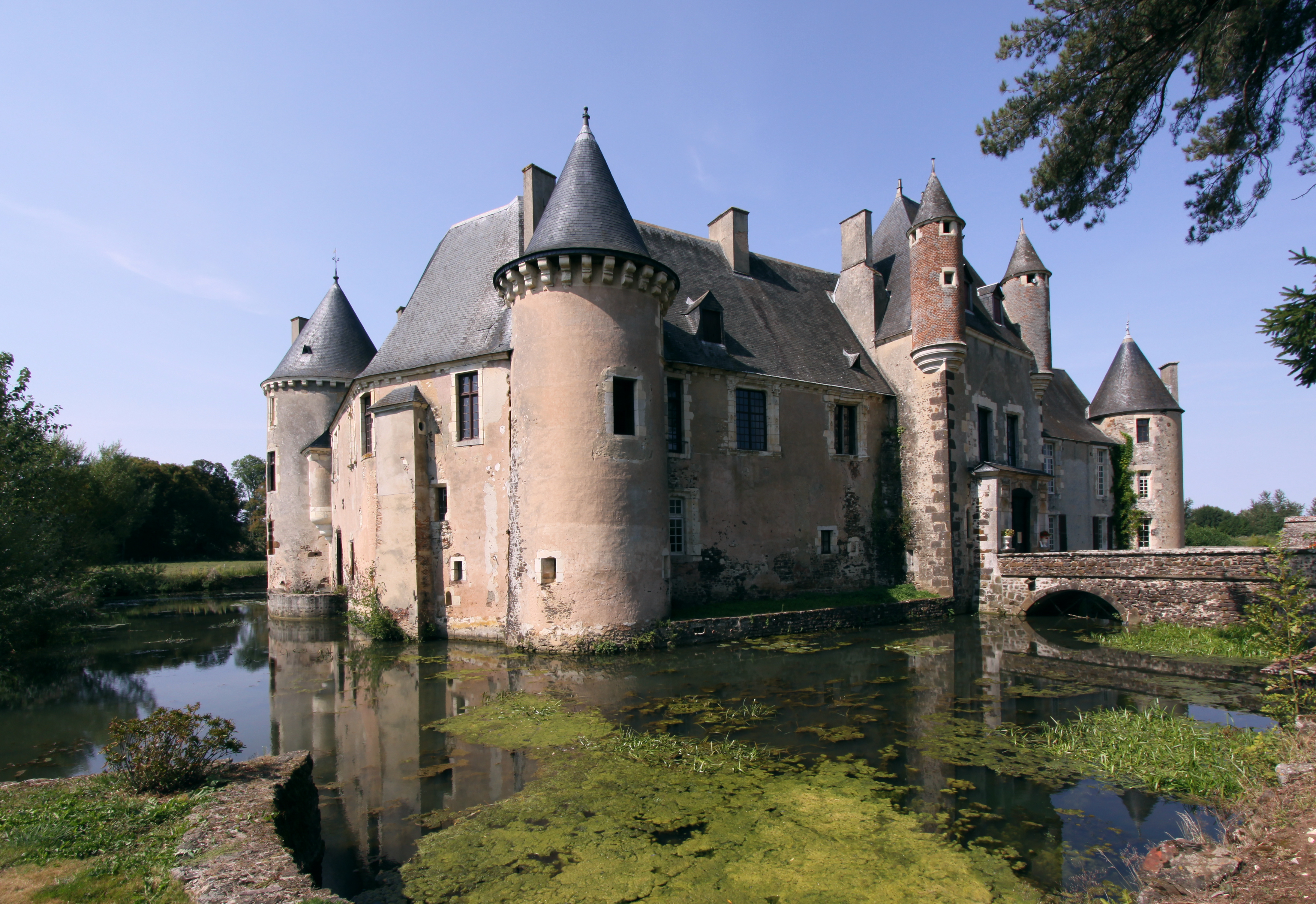
Le château de Boucard

L'association chargée de promouvoir et animer la route historique est basée à Bourges. Créée en 1954, elle nomme dans un premier temps l'itinéraire circuit des châteaux du cœur de France. En 1961, la route est rebaptisée route Jacques Cœur. Les membres fondateurs sont les propriétaires des châteaux de Culan, de Meillant et d’Ainay-le-Vieil. En 2010, l'association est présidée par le propriétaire du château de la Verrerie.
Tous les sites situés sur la route n'appartiennent pas à l'association. En 2010, seize étapes sont officiellement agréées : sept châteaux privés (Culan, Ainay-le-Vieil, Meillant, Menetou-Salon, Maupas, La Chapelle-d'Angillon et La Verrerie), un public (Gien), le musée Saint-Vic et la cité de l'or de Saint-Amand-Montrond, le musée du canal et le beffroi de Dun-sur-Auron, le palais Jacques Cœur et la ville de Bourges, Sancerre, la cité des Suarts d'Aubigny-sur-Nère, le musée des métiers d'Argent-sur-Sauldre et l'abbaye de Noirlac.
Certains sites ne se trouvant pas directement sur la route sont partenaires de l'association : du sud au nord l'école du Grand Meaulne d'Épineuil-le-Fleuriel, les jardins de Drulon de Loye-sur-Arnon, le musée de la poterie des Archers-le-Châtelet, le musée des arts et traditions paysannes de Saint-Hilaire-en-Lignières, l'espace métal de Grossouvre, le château Charles VII de Mehun-sur-Yèvre, l'Historimage de Neuvy-sur-Barangeon, le pôle des étoiles de Nançay, les châteaux de Boucard du Noyer et de La Bussière.

## Itinéraire

### Dans le Cher
|  | Localité ou site ———– Distance                                                                         | Altitude      |  | Description |
|  | |               |  | |
|  | Sagonne 189 hab.                                                                                       | 220 m / 332 m |  | Château Médiéval Église Saint-Laurent |
|  | RD 76 xx km                                                                                            |               |  | |
|  | |               |  | |
|  | Culan 805 hab.                                                                                         | 220 m / 332 m |  | Arnon forteresse médiévale Église Notre-Dame, Saint-Vincent Viaduc ferroviaire, pont romain et pont vieux |
|  | RD 997 xx km                                                                                           |               |  | |
|  | |               |  | |
|  | Reigny 270 hab.                                                                                        | 202 m / 303 m |  | Arnon Église Saint-Martin |
|  | RD 997 xx km franchissement de l'Arnon                                                                 |               |  | |
|  | |               |  | |
|  | Saint-Christophe-le-Chaudry 118 hab.                                                                   | 202 m / 317 m |  | Arnon Château de la Forêt-Grailly Église Saint-Christophe |
|  | RD 997 xx km                                                                                           |               |  | |
|  | |               |  | |
|  | Loye-sur-Arnon 309 hab.                                                                                | 189 m / 248 m |  | Arnon Manoir des Girouettes Église Saint-Martin |
|  | RD 997 xx km                                                                                           |               |  | |
|  | |               |  | |
|  | Arcomps 292 hab.                                                                                       | 169 m / 228 m |  | |
|  | RD 1 xx km                                                                                             |               |  | |
|  | |               |  | |
|  | Faverdines 139 hab.                                                                                    | 172 m / 239 m |  | Vestiges de la maison-forte de Chaudenay |
|  | RD 1 xx km franchissement de l'A71                                                                     |               |  | |
|  | |               |  | |
|  | La Celette 206 hab.                                                                                    | 165 m / 231 m |  | |
|  | RD 1 xx km                                                                                             |               |  | |
|  | |               |  | |
|  | Ainay-le-Vieil 203 hab.                                                                                |               |  | Cher, canal de Berry pont-canal de La Croix, pont-canal de La Tranchasse Château Église Saint-Martin |
|  | RD 97 xx km                                                                                            |               |  | |
|  | |               |  | |
|  | La Groutte 120 hab.                                                                                    | 154 m / 208 m |  | Cher Four à chaux Rempart préhistorique |
|  | RD 97 xx km franchissement du Cher                                                                     |               |  | |
|  | |               |  | |
|  | Drevant 599 hab.                                                                                       | 153 m / 250 m |  | Cher, canal de Berry Église Saint-Julien Vestiges gallo-romains |
|  | RD97 xx km                                                                                             |               |  | |
|  | |               |  | |
|  | Saint-Amand-Montrond 11 464 hab.                                                                       | 148 m / 312 m |  | Cher, canal de Berry Musée Saint-Vic et cité de l'or Forteresse de Montrond Église Saint-Amand, église de l'ancien couvent des Capucins Ville fleurie fleur                                                       |
|  | RD 2144 xx km                                                                                          |               |  | |
|  | |               |  | |
|  | Bruère-Allichamps 572 hab.                                                                             | 137 m / 217 m |  | Abbaye de Noirlac Église Saint-Étienne d’Allichamps Bois de Meillant |
|  | RD 92 xx km                                                                                            |               |  | |
|  | |               |  | |
|  | Meillant 784 hab.                                                                                      | 152 m / 288 m |  | Château de Meillant Église Saint-Aubin Bois de Meillant |
|  | RD 92 xx km                                                                                            |               |  | |
|  | |               |  | |
|  | Arpheuilles 340 hab.                                                                                   | 163 m / 308 m |  | Église Saint-Martin Bois d'Arpheuilles |
|  | RD 10 xx km                                                                                            |               |  | |
|  | |               |  | |
|  | Parnay 62 hab.                                                                                         | 159 m / 181 m |  | Auron et canal de Berry Bois de Fleuret Vestiges d'un château fort Église Saint-Fiacre |
|  | RD 10 xx km                                                                                            |               |  | |
|  | |               |  | |
|  | Dun-sur-Auron 3 881 hab.                                                                               | 151 m / 188 m |  | Auron et canal de Berry Pont de pierre Musée du canal de Berry Fortifications, beffroi et portes Château de Terland, domaine de La Périsse Maison Charles VII Collégiale Saint-Étienne, ancien couvent de minimes |
|  | RD 953 xx km                                                                                           |               |  | |
|  | |               |  | |
|  | Saint-Denis-de-Palin 335 hab.                                                                          | 142 m / 184 m |  | |
|  | RD 953 xx km                                                                                           |               |  | |
|  | |               |  | |
|  | Annoix 229 hab.                                                                                        | 142 m / 179 m |  | |
|  | RD 2076 xx km                                                                                          |               |  | |
|  | |               |  | |
|  | Saint-Just 586 hab.                                                                                    | 141 m / 179 m |  | |
|  | RD 2076 xx km                                                                                          |               |  | |
|  | |               |  | |
|  | Plaimpied-Givaudins 1 678 hab.                                                                         | 128 m / 177 m |  | |
|  | RD 2076 xx km                                                                                          |               |  | |
|  | |               |  | |
|  | Soye-en-Septaine 565 hab.                                                                              | 132 m / 177 m |  | |
|  | RD 2076 xx km                                                                                          |               |  | |
|  | |               |  | |
|  | Bourges 71 155 hab.                                                                                    | 120 m / 169 m |  | Auron, Yèvre et canal de Berry Cathédrale Saint-Étienne Palais Jacques-Cœur Hôtels Lallemant et Cujas Musée du Berry Maison de la Culture Gare de Bourges                                                         |
|  | RD 940 xx km                                                                                           |               |  | |
|  | |               |  | |
|  | Fussy 1 827 hab.                                                                                       | 133 m / 168 m |  | |
|  | RD 11 xx km                                                                                            |               |  | |
|  | |               |  | |
|  | Pigny 743 hab.                                                                                         | 144 m / 213 m |  | |
|  | RD 11 xx km                                                                                            |               |  | |
|  | |               |  | |
|  | Vignoux-sous-les-Aix 707 hab.                                                                          | 120 m / 169 m |  | Vignoble de Menetou-Salon Église Saint-Loup |
|  | RD 11 xx km                                                                                            |               |  | |
|  | |               |  | |
|  | Menetou-Salon 1 667 hab.                                                                               | 174 m / 312 m |  | Vignoble de Menetou-Salon Château de Menetou-Salon Forêt de Menetou |
|  | RD 25 xx km                                                                                            |               |  | |
|  | |               |  | |
|  | Parassy 407 hab.                                                                                       | 173 m / 348 m |  | |
|  | RD 59 xx km                                                                                            |               |  | |
|  | |               |  | |
|  | Morogues 468 hab.                                                                                      | 200 m / 427 m |  | Château de Maupas |
|  | bifurcation possible vers Sancerre (RD 59 puis RD 955) ou poursuite de l'itinéraire par La Borne xx km |               |  | |
|  | |               |  | |
|  | Sancerre 1 727 hab.                                                                                    | xx m          |  | Vignoble de Sancerre |
|  | depuis Morogues, RD 46 xx km                                                                           |               |  | |
|  | |               |  | |
|  | La Borne                                                                                               | xx m          |  | Centre de création céramique |
|  | RD 22 xx km                                                                                            |               |  | |
|  | |               |  | |
|  | Henrichemont 1 806 hab.                                                                                | 217 m / 390 m |  | |
|  | RD 12 xx km                                                                                            |               |  | |
|  | |               |  | |
|  | Ivoy-le-Pré 864 hab.                                                                                   | 191 m / 355 m |  | Forêt d'Ivoy |
|  | RD 12 xx km                                                                                            |               |  | |
|  | |               |  | |
|  | La Chapelle-d'Angillon 655 hab.                                                                        | 183 m / 283 m |  | Château Musée Alain Fournier |
|  | RD 926 xx km                                                                                           |               |  | |
|  | |               |  | |
|  | Oizon 730 hab.                                                                                         | 184 m / 326 m |  | Oizenotte Château de la Verrerie Église Saint-Martial Forêt de Ragy |
|  | RD 89 xx km                                                                                            |               |  | |
|  | |               |  | |
|  | Aubigny-sur-Nère 5 751 hab.                                                                            | 161 m / 233 m |  | Nère Château des Stuarts Église Saint-Martin |
|  | RD 940 xx km                                                                                           |               |  | |
|  | |               |  | |
|  | Argent-sur-Sauldre 2 254 hab.                                                                          | 144 m / 210 m |  | Sauldre, Oizenotte, canal de la Sauldre Étang du Puits Château de Saint-Maur Église Saint-André |

### Dans le Loiret
|  | Localité ou site ———– Distance (route) | Altitude      |  | Description |
|  | xx km RD 940                           |               |  | |
|  |                                        |               |  | |
|  | Coullons 2 385 hab.                    | 130 m / 205 m |  | Beuvron, Aquiaulne Église Saint-Étienne Ville fleurie fleur |
|  | xx km RD 940                           |               |  | |
|  |                                        |               |  | |
|  | Autry-le-Châtel 1 032 hab.             | 141 m / 236 m |  | Notre-Heure Église Saint-Étienne Le Petit-Château Forêt de Saint-Brisson |
|  | xx km RD 940                           |               |  | |
|  |                                        |               |  | |
|  | Poilly-lez-Gien 2 279 hab.             | 117 m / 182 m |  | Loire, Notre-Heure Église Saint-Pierre Zone de protection spéciale Natura 2000 Rémi 45 7 |
|  | xx km RD 941                           |               |  | |
|  |                                        |               |  | |
|  | Gien 15 495 hab.                       | 117 m / 190 m |  | Loire Vignoble du Giennois Château de Gien Église Sainte-Jeanne-d'Arc Musée international de la chasse Vieux pont et viaduc Faïencerie de Gien Sentier de grande randonnée 3 Zone de protection spéciale Natura 2000 Gare de Gien Rémi 45 2 3 7 Ville fleurie fleur |